# Họ Đuôi cụt
Chim đuôi cụt là tên gọi chung để chỉ khoảng 33 loài chim trong siêu họ Pittoidea (Liên họ Đuôi cụt) chỉ chứa một họ với danh pháp Pittidae (họ Đuôi cụt) trong bộ Sẻ, chủ yếu sinh sống trong khu vực nhiệt đới châu Á và Australasia, mặc dù có một ít loài sống ở châu Phi.
Tất cả các loài chim trong họ Đuôi cụt này tương tự như nhau về hình dáng và hành vi chung, và được đặt trong cùng một chi (Pitta). Tuy nhiên, số lượng chi trong họ này vẫn còn là vấn đề đang tranh cãi, trong khi đó một nghiên cứu năm 2006 đã đề cập họ này gồm 3 chi: Erythropitta (6 loài), Hydrornis (13 loài), và Pitta (14 loài).
Đuôi cụt là chim dạng sẻ kích thước trung bình với thân hình chắc nịch, các chân hơi dài nhưng khỏe, mỏ to và đuôi rất ngắn (vì thế mà có tên gọi đuôi cụt). Nhiều loài (nhưng không phải tất cả) có màu sặc sỡ. Tên gọi khoa học của siêu họ/họ/chi này có nguồn gốc từ tiếng Telugu (từ pitta) ở Andhra Pradesh (Ấn Độ) và nó cũng là tên gọi tại địa phương này để chỉ các loài chim nhỏ đó.
Chúng là những loài chim sinh sống nhiều trên mặt đất tại các khu rừng ẩm ướt, với thức ăn là sên, sâu bọ nhỏ và các động vật không xương sống tương tự. Chúng chủ yếu sống đơn độc, đẻ tới 6 trứng trong các tổ lớn hình cầu trên cây hay trong bụi rậm, hoặc đôi khi ngay trên mặt đất.
Nhiều loài đuôi cụt là chim di cư.

## Bảo tồn
Một số loài đang bị đe dọa tuyệt chủng do môi trường sống bị phá hủy. Hơn nữa, rất nhiều các loài trong họ này được nuôi làm cảnh phổ biến, tạo ra một thương mại có lợi nhuận trong điều kiện nuôi nhốt.

## Các loài
Trước đây người ta chỉ công nhận 1 chi là Pitta, nhưng một nghiên cứu năm 2006 đã tách Pitta thành 3 chi riêng biệt trong họ của nó.
- Chi Erythropitta

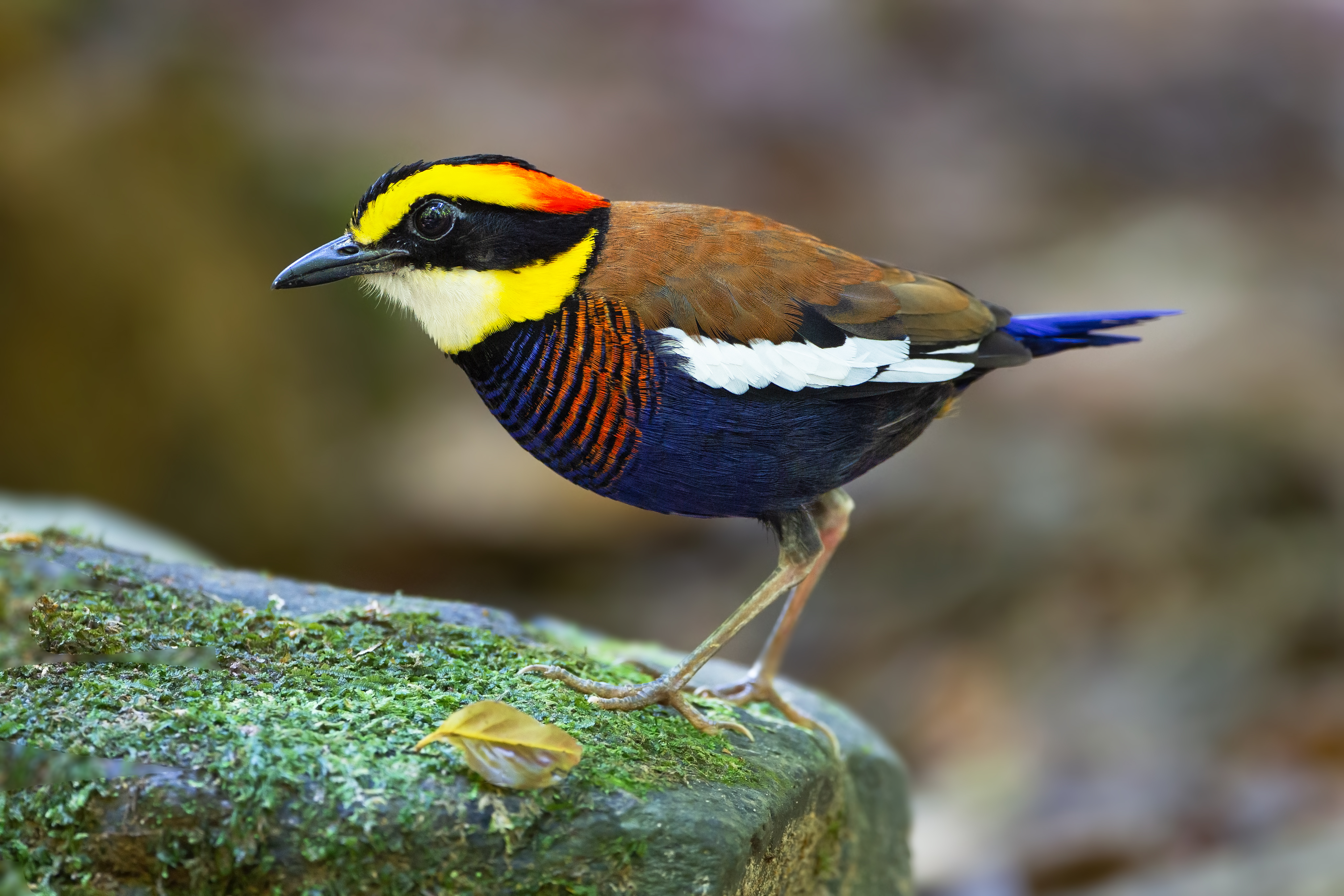
Hydrornis irena

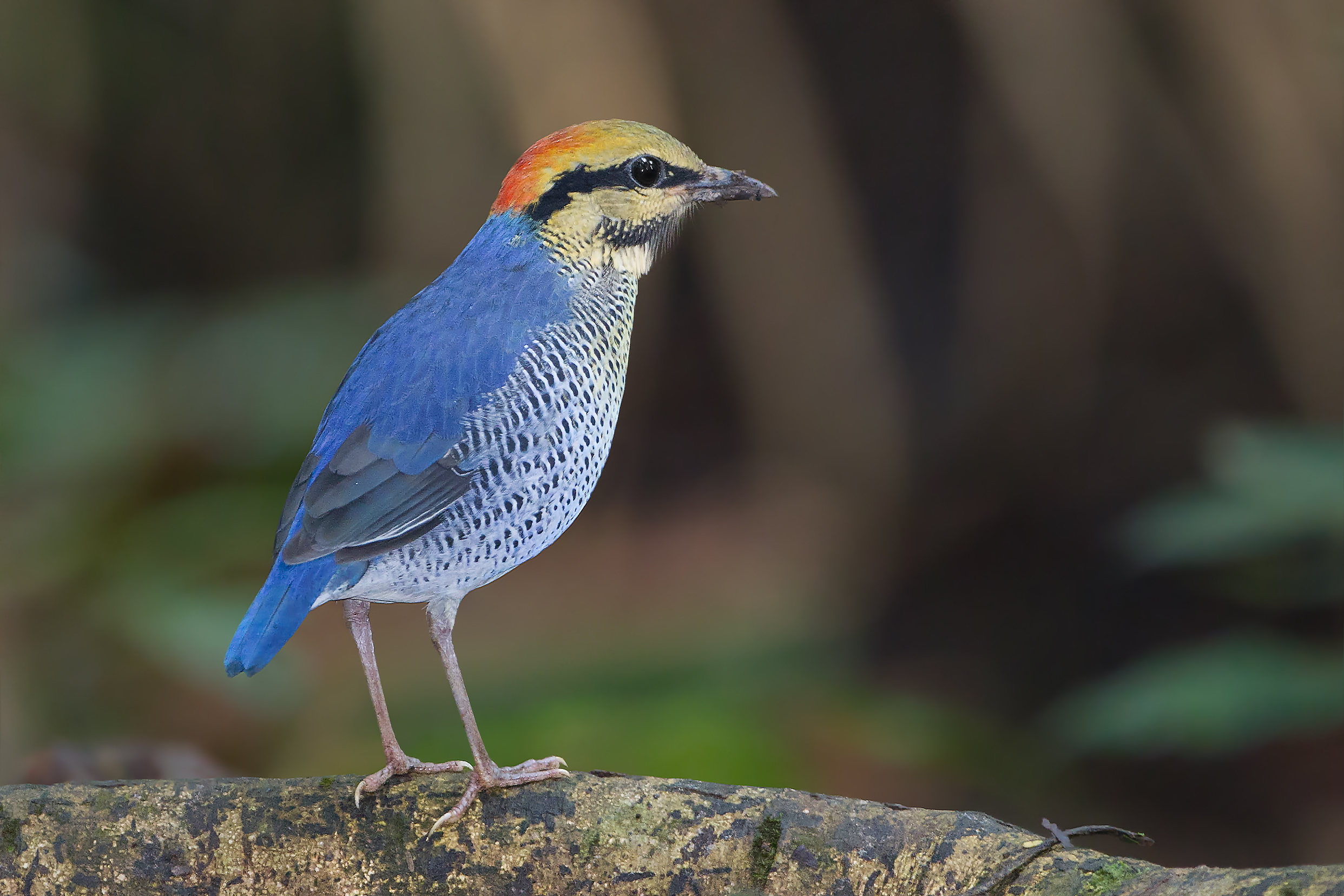
Hydrornis cyaneus

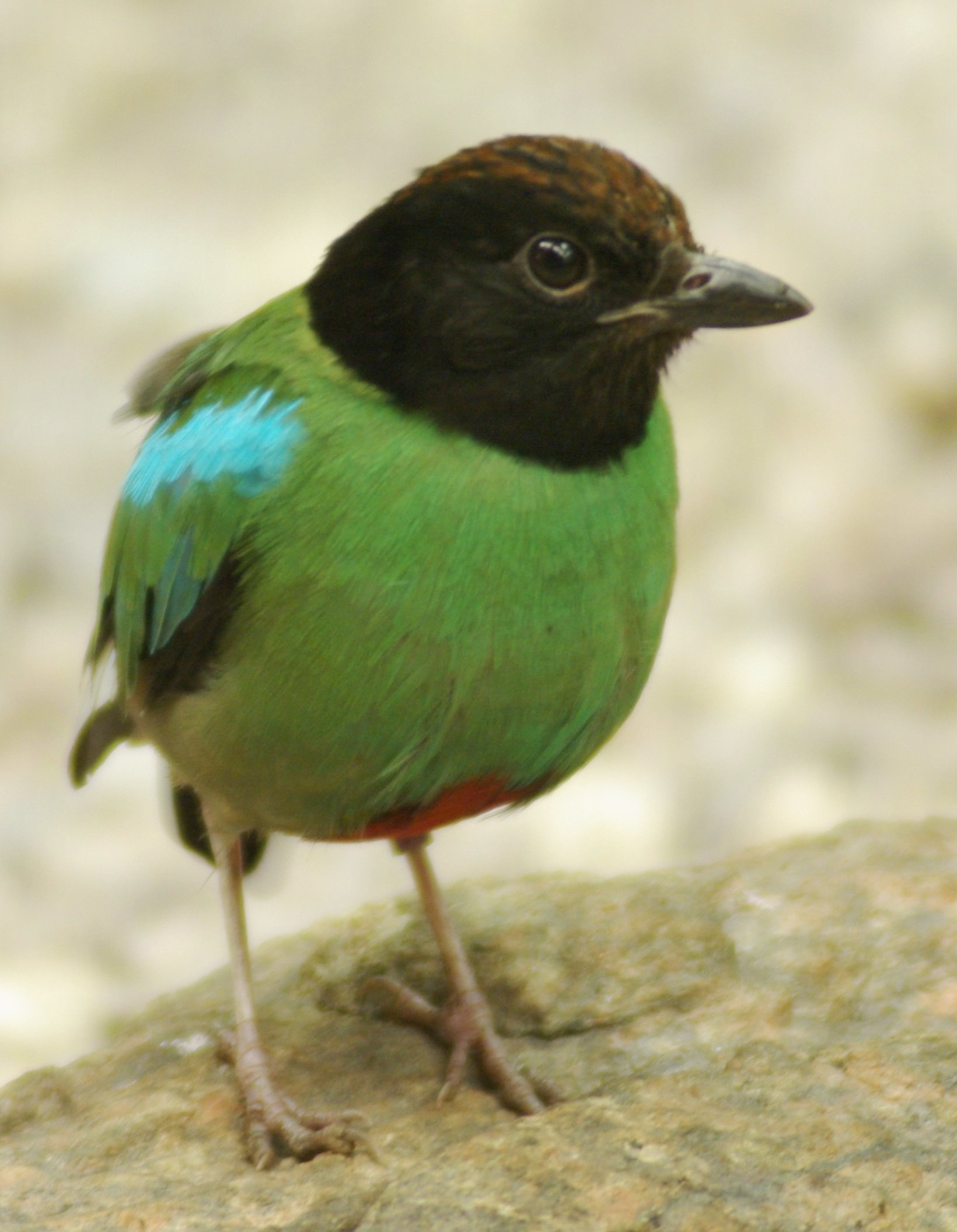
Pitta sordida

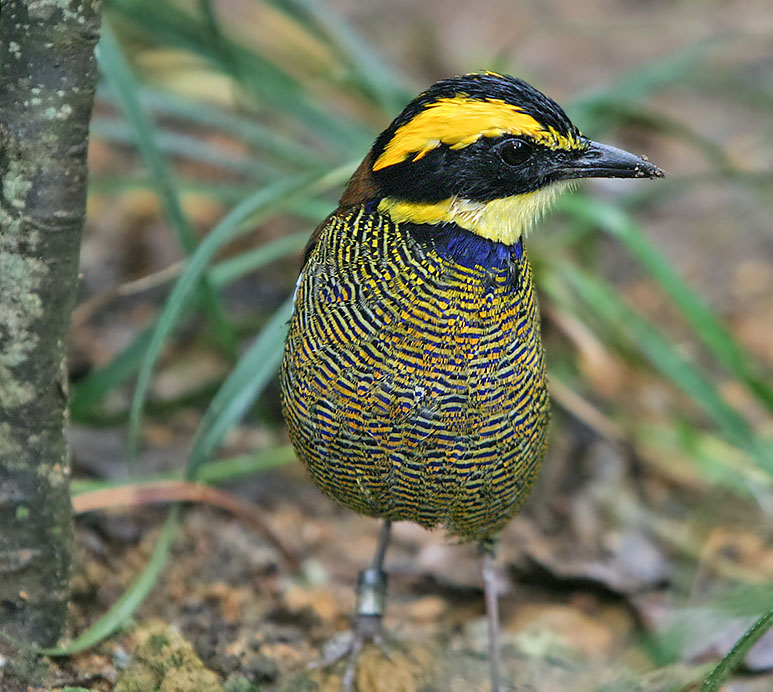
Pitta guajana

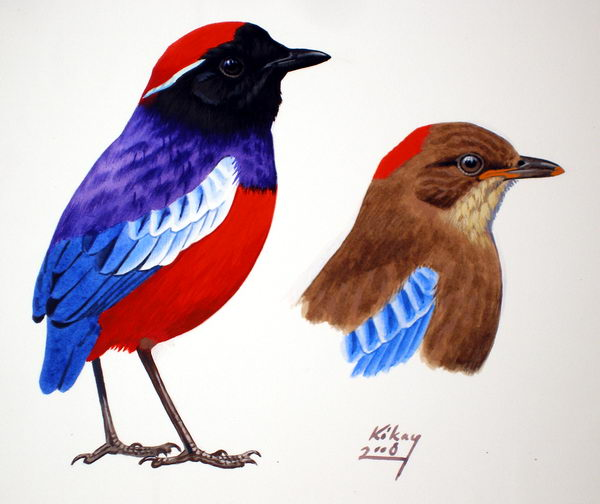
Pitta granatina

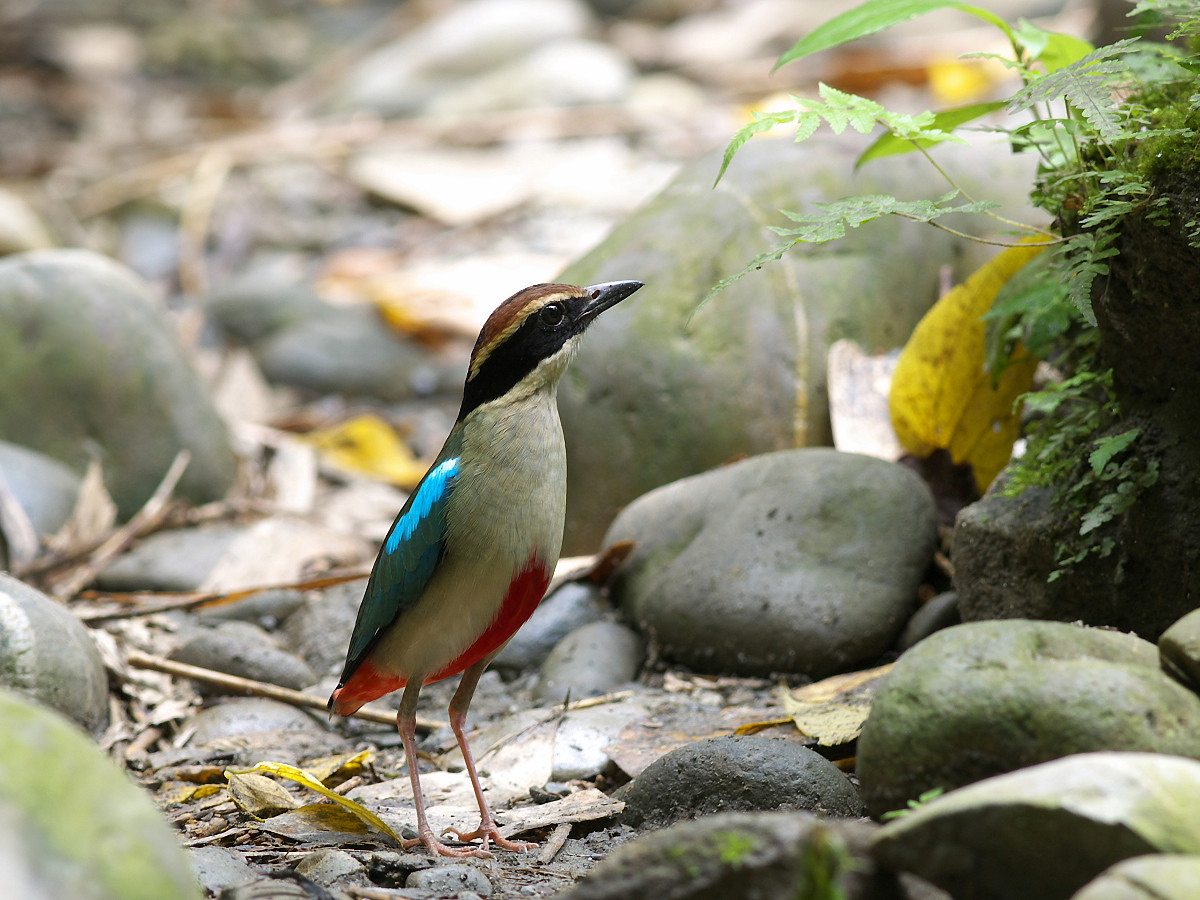
Pitta nympha

  - Erythropitta arquata (đồng nghĩa: Pitta arquata): Đuôi cụt sọc lam
  - Erythropitta erythrogaster (đồng nghĩa: Pitta erythrogaster): Đuôi cụt bụng đỏ
  - Erythropitta granatina (đồng nghĩa: Pitta granatina): Đuôi cụt hồng lựu
  - Erythropitta kochi (đồng nghĩa: Pitta kochi): Đuôi cụt ria
  - Erythropitta ussheri (đồng nghĩa: Pitta ussheri): Đuôi cụt đầu đen
  - Erythropitta venusta (đồng nghĩa: Pitta venusta): Đuôi cụt chỏm đen
- Chi Hydrornis
  - Hydrornis baudii (đồng nghĩa: Pitta baudii): Đuôi cụt đầu lam
  - Hydrornis caeruleus (đồng nghĩa: Pitta caerulea): Đuôi cụt lớn
  - Hydrornis cyaneus (đồng nghĩa: Pitta cyanea) [5]: Đuôi cụt đầu đỏ hay đuôi cụt lam
  - Hydrornis elliotii (đồng nghĩa: Pitta elliotii) [5]: Đuôi cụt bụng vằn hay đuôi cụt bụng sọc ngang
  - Hydrornis guajanus (đồng nghĩa: Pitta guajana): Đuôi cụt sọc Java
  - Hydrornis gurneyi (đồng nghĩa: Pitta gurneyi): Đuôi cụt Gurney
  - Hydrornis irena: Đuôi cụt sọc Malaya. Tách ra từ Pitta guajana theo Rheindt & Eaton (2010)[6].
  - Hydrornis nipalensis (đồng nghĩa: Pitta nipalensis) [5]: Đuôi cụt gáy xanh
  - Hydrornis oatesi (đồng nghĩa: Pitta oatesi) [5]: Đuôi cụt đầu hung hay đuôi cụt gáy bạc
  - Hydrornis phayrei (đồng nghĩa: Pitta phayrei)[5]: Đuôi cụt nâu hay đuôi cụt có tai
  - Hydrornis schneideri (đồng nghĩa: Pitta schneideri): Đuôi cụt Schneider
  - Hydrornis schwaneri: Đuôi cụt sọc Borneo. Tách ra từ Pitta guajana theo Rheindt & Eaton (2010) [6].
  - Hydrornis soror (đồng nghĩa: Pitta soror) [5]: Đuôi cụt đầu xám hay đuôi cụt phao câu lam
- Chi Pitta
  - Pitta angolensis: Đuôi cụt châu Phi
  - Pitta reichenowi: Đuôi cụt ngực lục
  - Pitta brachyura: Đuôi cụt Ấn Độ
  - Pitta megarhyncha: Đuôi cụt rừng đước
  - Pitta moluccensis[5]: Đuôi cụt cánh xanh
  - Pitta sordida[5]: Đuôi cụt đầu đen hay đuôi cụt mào
  - Pitta nympha[5]: Đuôi cụt bụng đỏ hay đuôi cụt tiên
  - Pitta steerii: Đuôi cụt ngực thiên thanh
  - Pitta versicolor: Đuôi cụt ồn ào
  - Pitta maxima: Đuôi cụt ngực ngà
  - Pitta elegans: Đuôi cụt Elegant
  - Pitta anerythra: Đuôi cụt mặt đen
  - Pitta superba: Đuôi cụt to
  - Pitta iris: Đuôi cụt cầu vồng

Đuôi cụt Sula (Pitta dohertyi hay Erythropitta dohertyi) hiện nay được coi là phân loài của đuôi cụt bụng đỏ (Erythropitta erythrogaster), do thiếu các khác biệt về tiếng kêu.